# Horley (Surrey)
Horley is een civil parish in het bestuurlijke gebied Reigate and Banstead, in het Engelse graafschap Surrey met 22.076 inwoners (2011).
Het hoofdkantoor van de luchtvaartmaatschappij Norwegian Air UK bevindt zich in de stad.

## Geboren in Horley
- Jack Fairman (1913-2002), Formule 1-coureur
- Lol Tolhurst (1959), muzikant (drummer, toetsenist) (onder meer The Cure)